# Paulianiobia hirsuta
Paulianiobia hirsuta är en insektsart som först beskrevs av Vitaly Michailovitsh Dirsh 1962.  Paulianiobia hirsuta ingår i släktet Paulianiobia och familjen gräshoppor. Inga underarter finns listade i Catalogue of Life.